# Theo Geurtsen
Theodor Lambert Geurtsen (Bergheim (Duitsland), 6 september 1903 - Wageningen, 24 oktober 1968) was een Nederlandse verzetsstrijder in  de Tweede Wereldoorlog. Hij was afdelingshoofd in Heelsum van de Landelijke Organisatie voor Hulp aan Onderduikers (LO).

## Levensloop
Geurtsen werd geboren in Duitsland. Hij werkte als procuratiehouder bij de papierfabriek v/h G. Schut en Zn in Heelsum.
Hij was lid van de Gereformeerde Kerken in Nederland en ontving een uitnodiging voor een vergadering van de zendingscommissie. In feite ging het om een bijeenkomst om medewerkers te werven voor nieuw gevormde LO-afdeling in buurdorp Wageningen, waar Frans van der Have en Piet Verburg de scepter zwaaiden. Na overleg met zijn vrouw zegde Geurtsen zijn medewerking toe. Er bleek genoeg animo om eigen groepen in Heelsum en Renkum te vormen (de dorpen vielen maakten deel uit van het rayon-Wageningen). Geurtsen kreeg de leiding over de afdeling in Heelsum. Hij werkte onder de schuilnaam Jaap van Deelen. Een andere bijnaam was Theo de Voorzichtige.
De belangrijkste taak van de LO was het onderbrengen en verzorgen van onderduikers, zowel Joden als jongemannen die onderdoken om onderuit te komen aan tewerkstelling in Duitsland. Geurtsen overlegde wekelijks met Van der Have, Verburg en Johan Snoek (LO-hoofd in Renkum). Geurtsen werkte bovendien nauw samen met zijn predikant Bernard Smeenk, die voor veel nieuwe onderduikplekken zorgde. Andere naaste medewerkers waren Johan Crum en Dirk Goedhart.
Bij de papierfabriek waar Geurtsen werkte werd papier geproduceerd dat gebruikt werd voor de vervaardiging van persoonsbewijzen. De Duitsers vreesden sabotage of fraude en eisten dat de productie 's nachts onder bewaking plaats vond. Geurtsen was de contactpersoon, omdat hij goed Duits sprak. In overleg met de bedrijfsleiding hield hij regelmatig één vel achter, waardoor de LO via deze weg in het bezit kwam van officiële papieren met het juiste watermerk.
Geurtsen kwam in het vizier van de Sicherheitsdienst (SD) en dook daarom onder in Ochten in de Betuwe. Kort na zijn vertrek, op 20 augustus 1944, vond er bij hem thuis een inval van de SD plaats. Naast Ochten had Geurtsen ook een onderduikadres in Ede. Tegen het einde van de oorlog sloot Geurtsen zich aan bij de Binnenlandse Strijdkrachten. Na de bevrijding werkte hij voor de Politieke Opsporingsdienst.
In december 1963 kreeg Geurtsen een onderscheiding.

## Persoonlijk
Geurtsen was getrouwd met Ida Hoffmann (1911-1994), met wie hij vier kinderen had. Zijn dochter Martha Emma (1944-1945) overleed tijdens de evacuatieperiode in Ede.